# Casual (serie televisiva)
Casual è una serie televisiva commedia drammatica statunitense che ha debuttato il 7 ottobre 2015 su Hulu.
Creata da Zander Lehmann e diretta da Jason Reitman, la serie si incentra su Valerie (Michaela Watkins), una madre single appena divorziata che vive con suo fratello Alex (Tommy Dewey) e sua figlia Laura (Tara Lynne Barr). Il cast include inoltre Frances Conroy e Nyasha Hatendi.
Nel 19 ottobre 2017, la serie è stata rinnovata per una quarta e ultima stagione con tutti gli otto episodi, previsti per il 31 luglio 2018.
In Italia la serie viene pubblicata dal 2016 su VVVVID, in lingua originale sottotitolata e dal 15 luglio 2018 verrà pubblicata la versione doppiata su Amazon Video.

## Episodi
| Stagione         | Episodi | Pubblicazione USA | Pubblicazione Italia |
| ---------------- | ------- | ----------------- | -------------------- |
| Prima stagione   | 10      | 2015              | 2016                 |
| Seconda stagione | 13      | 2016              | 2017                 |
| Terza stagione   | 13      | 2017              | 2018                 |
| Quarta stagione  | 8       | 2018              | inedita              |

## Personaggi e interpreti

### Principali
- Valerie[8], interpretata da Michaela Watkins
- Alex, interpretato da Tommy Dewey
- Laura, interpretata da Tara Lynne Barr
- Leon[9], interpretato da Nyasha Hatendi
- Dawn, interpretata da Frances Conroy

### Ricorrenti
- Charles, interpretato da Fred Melamed
- Emile, interpretato da Evan Crooks
- Leia, interpretata da Julie Berman
- Michael, interpretato da Patrick Heusinger
- Drew, interpretato da Zak Orth
- Emmy[10], interpretata da Eliza Coupe
- Jennifer[11], interpretata da Katie Aselton
- Aubrey[12], interpretata da Dylan Gelula
- Sarah Finn[13], interpretata da Britt Lower
- Jordan Anderson, interpretato da Vincent Kartheiser
- Fallon[14], interpretata da Britt Robertson
- Jack, interpretato da Kyle Bornheimer
- Spencer, interpretata da Rhenzy Feliz
- Tina[15], interpretata da Jamie Chung
- Judy[16], interpretata da Judy Greer
- Tathiana[17], interpretata da Lorenza Izzo

## Accoglienza

### Prima stagione (2015)
La prima stagione della serie è stata acclamata dalla critica. Sull'aggregatore di recensioni Rotten Tomatoes ha un indice di gradimento del 93% con un voto medio di 7,33/10, basato su 32 recensioni. Su Metacritic ha un punteggio di 77 su 100, basato su 20 recensioni.

### Seconda stagione (2016)
Anche la seconda stagione, come la prima, è stata acclamata. Su Rotten Tomatoes ha un indice di gradimento dell'87% con un voto medio di 8,75/10, basato su 15 recensioni, mentre su Metacritic, ha un punteggio di 88 su 100, basato su 7 recensioni.

### Terza stagione (2017)
Anche la terza stagione è stata ben accolta dalla critica. Su Rotten Tomatoes, ha un indice di gradimento del 100% con un voto medio di 8,67/10, basato su 5 recensioni. Su Metacritic ha un punteggio di 88 su 100, basato su 4 recensioni.

### Quarta stagione (2018)
Anche la quarta stagione è stata accolta positivamente dalla critica. Su Rotten Tomatoes, ha un indice di gradimento dell'83% con un voto medio di 10/10, basato su 6 recensioni.

## Riconoscimenti
- 2016 - Golden Globe[25]
  - Candidatura per la miglior serie commedia o musicale
- 2016 - Women's Image Network Awards[26]
  - Candidatura per il miglior episodio in una serie commedia per l'episodio della seconda stagione "Trivial Pursuit"
  - Candidatura per la miglior attrice in una serie commedia a Michaela Watkins per l'episodio "Trivial Pursuit"
- 2017 - Casting Society of America[26]
  - Candidatura per il miglior casting in una serie commedia a John Papsidera e Deanna Brigidi